# (35396) 1997 XF11
小行星35396（(35396) 1997 XF11，或(35396) 1997 XF11）是一顆近地火星軌道穿越小行星。亞利桑那大學太空監視巡天計畫的天文學家詹姆斯·斯科蒂於1997年12月6日發現它之後的三個月，曾經預測該小行星將於2028年10月28日極為靠近地球。不久之後，1997 XF11回溯自1990年的回溯發現資料迅速被發現，並用以計算更精密的軌道，最後判定它將在2028年10月26日以0.0062 AU（930,000 km）的距離飛掠地球，相當於地球與月球的距離的2.4倍。它接近地球時的視星等可達8.2 ，能用小型雙筒望遠鏡觀測。
(35396) 1997 XF11的直徑大約是1.3到2.8公里。
1997 XF11也會定期接近比它大得多的小行星智神星。

## IAU通報
1997 XF11發現之後，天文學家使用三個月的觀測弧資料估算軌道。1998年3月11日國際天文聯會（IAU）發布一個錯誤的通告和新聞稿，其中錯誤地總結稱「該小行星是『基本確定』會在2028年以相當於80%地月距離的近距掠過地球附近，並且有低可能性…並非完全不可能在2028年撞擊地球」。但在1997年12月23日就已經清楚顯示1997 XF11不可能在2028年撞擊地球。在該通告公開後數小時內保羅·喬達斯（Paul Chodas）、唐·姚曼斯（Don Yeomans）和卡里·穆伊諾寧（Karri Muinonen）各自獨立正確地計算出該小行星2028年撞擊地球機率基本上是零，遠低於未被發現的小行星撞擊地球的機率.。1999年時喬達斯認同布萊恩·馬斯登同年發表的，1997 XF11有十萬分之一的通過可能改變小行星軌道的重力鎖眼的機率，也就是說追溯自1990年的觀測資料計算後消除了2028年撞擊地球的可能性。2002年該小行星接近地球期間，天文學家使用金石深空通訊體系口徑70公尺的雷達發射雷達波並接收反射波以更進一步修正它的軌道。

## 外部連結
- Orbital simulation（页面存档备份，存于） from JPL (Java) / Horizons Ephemeris（页面存档备份，存于）
- Brian Marsden: 1997 XF11: the true story (Archived from the original（页面存档备份，存于）)
- Spacewatch animation of 1997 XF11 (Last update: 2004 April 7)
- Asteroid 1997 XF11 (Earth Close-Approach)  (Solar System Dynamics; 88-day observation arc)
- NASA JPL小天體瀏覽器上的(35396) 1997 XF11